# Acanthoperga cameronii
Acanthoperga cameronii – gatunek błonkówki z rodziny Pergidae.

## Taksonomia
gatunek ten został opisany w 1880 roku przez Johna Westwooda pod nazwą Perga cameronii. Jako miejsce typowe podano "Australaziję". Syntypem była samica. W 1894 John William Shipp przeniósł go do rodzaju Acanthoperga.

## Zasięg występowania
Australia. Notowany we wsch. części kraju, w stanach Nowa Południowa Walia i Queensland.

## Biologia i ekologia
Rośliną żywicielką jest drzewo Corymbia gummifera z rodziny mirtowatych.